# Таданари Ли
Таданари Ли (јап. 李 忠成; 19. децембар 1985) јапански је фудбалер.

## Каријера
Током каријере је играо за Кашива Рејсол, Санфрече Хирошима, Урава Ред Дајмондс и многе друге клубове.

## Репрезентација
За репрезентацију Јапана дебитовао је 2011. године. За тај тим је одиграо 11 утакмица и постигао 2 гола.

## Статистика
| Јапан  | Јапан   | Јапан  |
| Година | Наступи | Голови |
| ------ | ------- | ------ |
| 2011.  | 10      | 2      |
| 2012.  | 1       | 0      |
| Укупно | 11      | 2      |